# Esk (fiume North Yorkshire)
L'Esk è un fiume di circa 45 km che scorre nella contea di North Yorkshire, in Inghilterra. Sgorga dai monti del parco naturale di North York Moors, nei pressi di Westerdale, per l'unione delle acque di numerosi torrenti che discendono dai colli circostanti. Si sviluppa quindi verso Est, scorrendo attraverso la vallata di Eskdale, e lambisce numerosi centri abitati minori fra cui Castleton, Glaisdale, Grosmont e Ruswarp. Giunge infine, dopo circa 40 chilometri, alla città di Whitby attraverso la quale scorre per poi gettarsi nel Mare del Nord.
Il fiume può vantare acque di ottima qualità e dallo scarso inquinamento, adatte a supportare l'esistenza di una fauna diversificata. In particolare, l'Esk è popolato da trote e salmoni, oltre che da alcune specie di molluschi d'acqua dolce, sebbene queste ultime siano ultimamente minacciate dall'aumento del limo nei fondali.
Il nome Esk deriva dal termine celtico antico "Isca", che significa "acqua": la sua etimologia è la stessa di quella dei fiumi Exe e Usk, oltre che dell'omonimo Esk in Cumbria.